# Graben
Pour les articles homonymes, voir Graben (homonymie).

Bloc schématique d'une succession horst/graben.

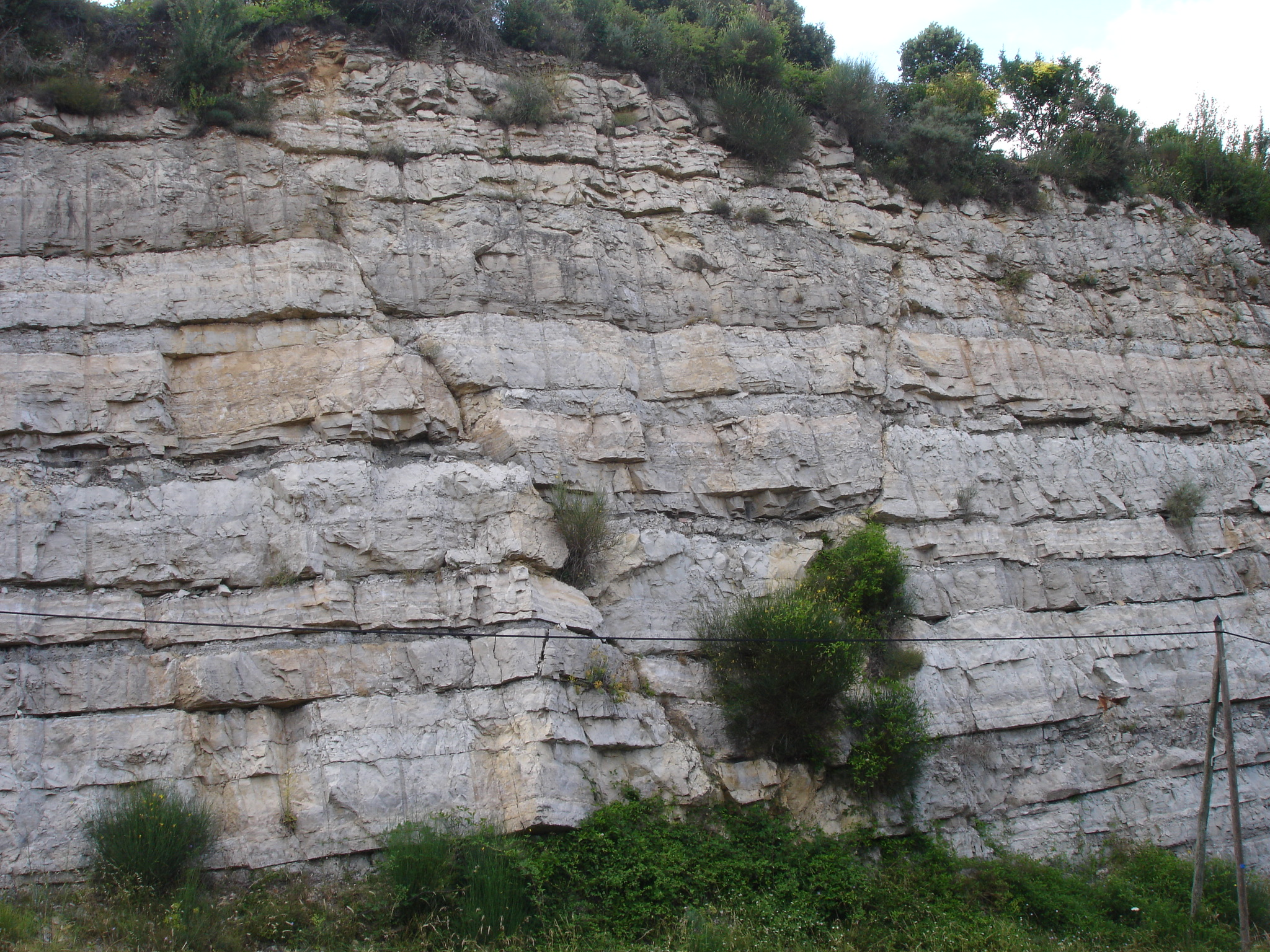
Graben et horst, au pied du cirque de Mourèze.

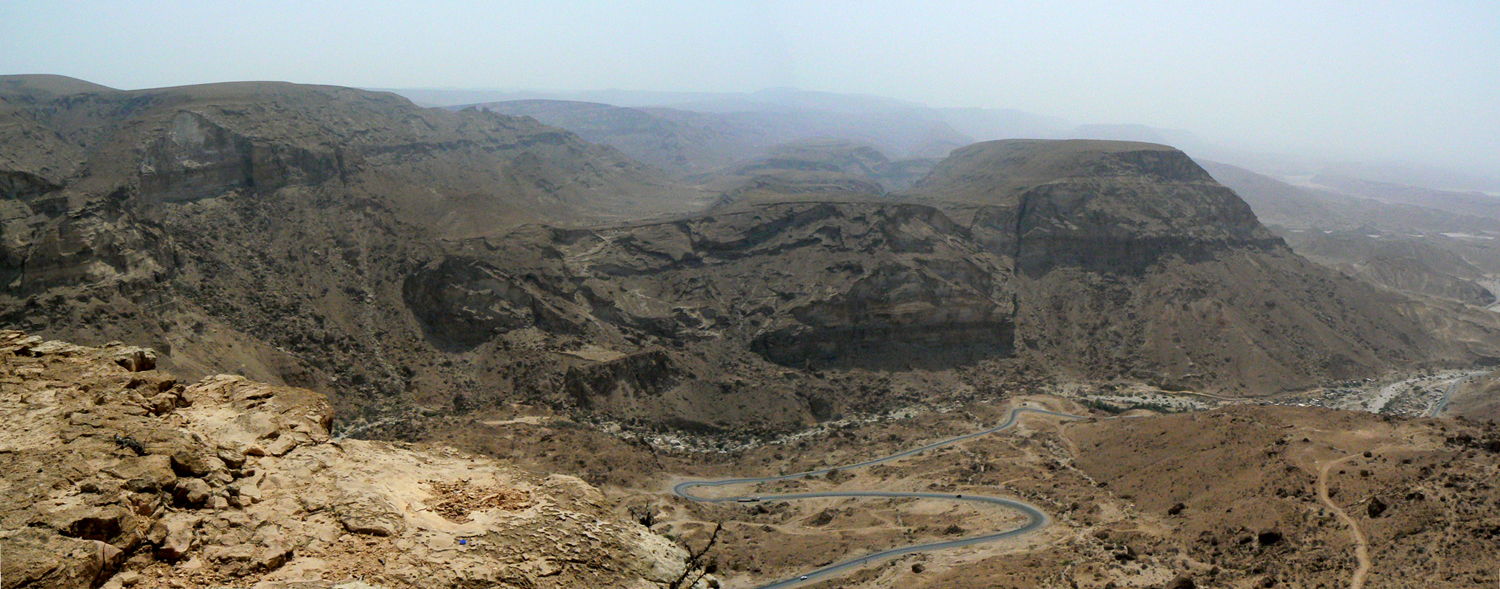
Golfe d'Aden au Yémen.

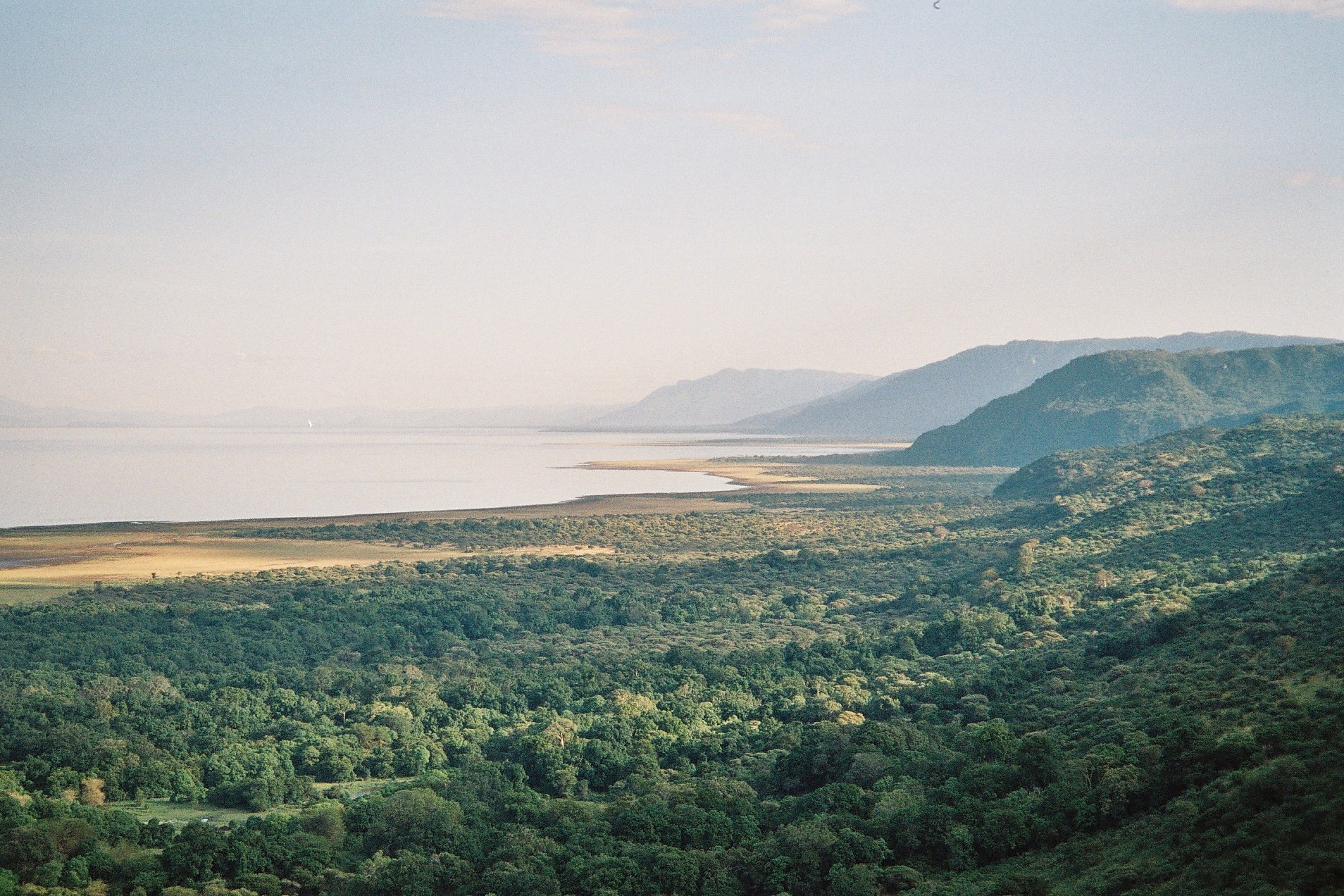
Graben (gauche) et horst (droite) du lac Manyara en Tanzanie.

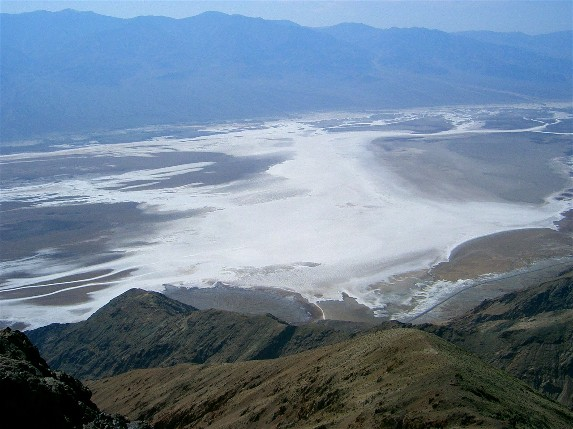
Vallée de la Mort, Californie, vue depuis Dante's View.

En géologie, un graben (prononcé \ɡʁa.bɛn\ ou \ɡʁa.bən), de l’allemand Graben : fossé, est un fossé tectonique d'effondrement entre des failles normales. Le compartiment surélevé par rapport au graben est appelé « horst ».
Un long graben ou une série de grabens peuvent produire une vallée de rift.

## Étymologie
Le terme est d'origine allemande signifiant « fossé », introduit en 1888 dans un volume du traité La face de la Terre du géologue autrichien Eduard Suess. La forme plurielle est soit graben, soit grabens.

## Origine
Ce phénomène résulte d'une remontée de matériel chaud provenant de l'asthénosphère, créant une tension au niveau de la surface de la lithosphère. Cette tension se traduit par un bombement de la croûte qui induit un effondrement du relief.
À terme, le matériel chaud perforera la surface, on parlera alors de dorsale océanique qui, par extension de la lithosphère donnera naissance à un océan.

## Cas particuliers: les « grabens inversés »
Il existe des contextes d'inversion tectonique de bassins sédimentaires produisant ce que les géologues (géologues pétroliers notamment) appellent « graben inversé ».
C'est le cas par exemple dans le Sud de la Mer du Nord où les grabens ont une forme anormale, « formant des hauts structuraux par rapport à leurs plates-formes » (ex. : « Broad Fourteens basin »).
Les géologues pensent aujourd'hui que les grabens de la Mer du Nord se sont formés dans ou sous l'actuel plateau continental entre le Trias et le Crétacé inférieur puis qu'ils se sont inversés (avec changement d'orientation pour certains d'entre eux et parfois avec un « décollement supracrustal » comme avec la couche de sel thuringien (dit « sel Zechstein ») sous l'effet de processus tectoniques qui se sont déroulés du Crétacé supérieur au Tertiaire. (Ici il s'agit probablement d'un effet différé et éloigné de la collision Alpine).
Des modélisations de ces phénomènes sont en cours, sur la base de données notamment acquises lors de l'exploration pétrolière des fonds marins.
Ces « anomalies » de la géodynamique des fonds marins sont étudiées avec attention ; pour des raisons de recherche fondamentale d'une part (avec un intérêt pour la géologie mais aussi le cycle du carbone, le risque sismique, la tectonique, microséismes liés à la déformation continentale par réactivation de structures héritées d'échelle crustale) dans des contextes d'exploitation de gisements profonds éventuellement susceptibles de déclencher des micro-séismes induits), etc.), mais aussi car on y trouve des hydrocarbures (pétrole et gaz naturel). Comprendre la genèse, la circulation (contexte faillé) et plus encore le piégeage dans les « grabens inversés » de ces hydrocarbures est nécessaire pour des raisons de sécurité des forages profonds dont le nombre tend à augmenter alors que les ressources conventionnelles en pétrole et gaz diminuent, et parce que des groupes pétroliers comme Total ont envisagé d'utiliser certains de ces réservoirs comme lieu de stockage géologique du CO2 au fur et à mesure de leur exploitation.

## Exemples
- Fossé rhénan
- Graben de l'Eger
- Région du Grand Bassin des États-Unis, comme la vallée de la Mort par exemple
- Vallée du Grand Rift (Afrique de l'Est)
- Graben d'Oslo dit aussi Graben Viking en mer du Nord
- Lac du Loch Ness en Écosse
- Bassin charbonnier du Kouzbass en Sibérie méridionale
- Fleuve Saint-Laurent au Québec (Canada)
- Graben du Saguenay (dans lequel est contenue la région du Saguenay-Lac-Saint-Jean) au Québec (Canada)
- Mini-graben de la plaine de la Limagne[6].
- La Fossa Magna au Japon.